# Антиох V Евпатор
Антиох V Евпатор, гр. Αντίοχος Ε' Ευπάτωρ, е владетел от династията на Селевкидите, син на Антиох IV Епифан. Управлява от 164 пр.н.е. до 162 пр.н.е..
След първоначален успех във войната срещу Макавеите в Юдея, селевкидското правителство се съгласява на отстъпки и временно примирие, понеже армията е необходима на изток, за защитата на Медия от партската инванзия.
Малолетният цар се намира изцяло под влиянието на придворния Лизий, който не прави нищо за да се противопостави на римските изисквания за съкращаване на селевкидската армия. Възползвайки се от недоволството, законният наследник Деметрий I Сотер, синът на Селевк IV Филопатор, успява да избяга тайно от Рим, пристига в Сирия през 162 пр.н.е. и налага властта си, отстранявайки слабото правителство на Антиох V и съветника му.